# Reiner von Bocholtz
Reiner von Bocholtz (als Abt Reiner II.) (auch Reinhard von Buchholz) († 25. März 1585) war von 1555 bis 1585 Abt des Klosters Corvey.

## Leben
Er stammte aus der Adelsfamilie Bocholtz der Linie von Hove. Er war Neffe des Abtes von Mönchengladbach Aegidius von Bocholtz. Reiner trat 1548 in das Kloster Mönchengladbach ein. Weil er keine finanzielle Unterstützung durch die Familie erhielt, bezahlte das Kloster sein Studium in Köln. Im Jahr 1555 wurde er zum Abt von Corvey gewählt. Die ältere Forschung beschrieb ihn als fromm, friedsam, fleißig und haushälterisch, der aber den Herausforderungen seiner Zeit nicht gewachsen gewesen sei.
Im Rahmen der Bursfelder Kongregation nahm er fast jedes Jahr an der Kapitelsversammlung teil. Zwischen 1556 und 1582 war er insgesamt siebenmal Mitpräsident der Versammlung und war sechsmal Definitor. Allerdings soll er zumindest mit den Lehren von Martin Luther sympathisiert haben.
Er schloss für die zu Corvey gehörenden Propstei Gröningen und der gleichnamigen Stadt einen Vertrag zur Klärung des Verhältnisses zwischen Kloster und der bereits zur Reformation übergegangen Kommune. Möglicherweise auf seine Initiative siedelten die letzten Mönchen aus Gröningen nach Corvey über. Sie konnten dabei die liturgischen Geräte, die Bibliothek, das Archiv und verschiedene Kunstwerke mitnehmen.
Auch in der Stadt Höxter hatte sich die Reformation durchgesetzt. Die dortigen Minoriten sahen sich 1555 gezwungen die Stadt zu verlassen. Elf Jahre später kam es zwischen Stadt Höxter und dem Kloster Corvey zum Streit um das Klostergebäude der Minoriten. Abt Reiner überließ die Kirche und das Kloster de facto der Stadt, die sofort die Klostergebäude abreißen ließ. Nach dem Tod des Abtes protestierte der Orden der Minoriten dagegen bei Rudolf II.
Abt Reiner versuchte in Corveyer Herrschaftsbereich die Reformation zurückzudrängen. Dagegen bildete sich 1566 ein Bündnis (Erbeinigung des Fürstentums Corvey) aus den Adelsfamilien Amelunxen, Stockhausen, Kannen und der Stadt Höxter.